# Быков, Олег Петрович
Олег Петрович Быков (род. 21 сентября 1983 года, Алейск, Алтайский край) — российский политик. Депутат Государственной Думы Федерального собрания Российской Федерации VII созыва в 2017—2021 гг., член фракции «Единая Россия», член комитета ГД по государственному строительству и законодательству с 11 октября 2017 года по 12 октября 2021 года.

## Биография
В 2005 году окончил юридический факультет Алтайского государственного университета.
Работал в прокуратуре города Бийска, Алтайской торгово-промышленной палате, Алтайском краевом Законодательном Собрании.
На протяжении нескольких лет был заместителем директора по правовым вопросам автономной некоммерческой организации «Алтайский экспертно-правовой центр». Параллельно четыре года координировал работу по оказанию юридической помощи в сёлах Алтайского края. Возглавляет алтайское отделение «Молодежного союза юристов Российской Федерации».
В 2012 году принимал участие в выборах депутатов Барнаульской городской думы шестого созыва. Баллотировался самовыдвиженцем, но не прошёл.
В 2016 году участвовал в выборах депутатов Государственной думы Федерального Собрания Российской Федерации седьмого созыва. Выдвигался по спискам «Единой России», но по итогам выборов не прошёл.
В сентябре 2017 года депутат Государственной думы VII созыва Ирина Дмитриевна Евтушенко ушла из жизни, после продолжительной болезни. Вакантный мандат перешёл Олегу Быкову, так как он обладал приоритетным правом, будучи следующим по списку «Единой России».

## Законотворческая деятельность
С 2016 по 2019 год, в течение исполнения полномочий депутата Государственной Думы VII созыва, выступил соавтором 16 законодательных инициатив и поправок к проектам федеральных законов.